# مسیر SEA-ME-WE-3
مسیر SEA-ME-WE 3 یا مسیر سوم آسیای جنوب شرقی-خاورمیانه-اروپای غربی، مسیر فیبر نوری کابل ارتباطی زیردریایی است که این مناطق جهان را به هم وصل می‌کند و طولانی‌ترین فیبر نوری در جهان است. ساخت این مسیر کابلی بر عهده دو شرکت اورانژ اس.ای. و چاینا تلکام بود که در اواخر سال ۲۰۰۰ به پایان رسید. مدیریت این مسیر بر عهده شرکت سینگ‌تل متعلق به دولت سنگاپور بود. کنسرسیوم این مسیر از ۹۲ شرکت مخابرات راه دور دیگر تشکیل شده‌است. این مسیر در مارس سال ۲۰۰۰ به بهره‌برداری رسید.

## طول کابل
طول مسیر این کابل ۳۶٬۰۰۰ کیلومتر (۲۲٬۰۰۰ مایل) است و از فناوری مالتی پلکس کردن بر پایه تفکیک طول موج با انتقال سلسله همگاه رقمی استفاده می‌کند تا ظرفیت انتقال و کیفیت سیگنال را به خصوص در فاصله‌های دور بالا ببرد. زیرا این کابل از شمال آلمان تا استرالیا و ژاپن کشیده شده‌است.

## ظرفیت
بر اساس وب‌گاه مدیریت سیستم شبکه این کابل، ظرفیت این کابل تاکنون چندین بار افزایش یافته‌است. سیستم کابل دارای دو جفت فیبر است که در ماه مه ۲۰۰۷ هر جفت فیبر، ۴۸ طول موج با ظرفیت ۱۰ گیگابیت بر ثانیه را منتقل می‌کردند.
در دسامبر ۲۰۰۹ چهارمین افزایش ظرفیت، کانال‌های مالتی پلکس کردن بر پایه تفکیک طول موج را از ۴۸ به ۶۴ به ازای هر جفت فیبر رسانید.
در یکم ژانویه ۲۰۱۵، پنجمین افزایش ظرفیت برای تمامی مشترکان انجام شد و ظرفیت داده شبکه زیردریایی به ۱۰۰ گیگابیت رسید.

## ویژگی‌ها
نوع کابل: فیبر نوری
تاریخ آغاز ساخت: ۱۹۹۷
تاریخ پایان ساخت: ۲۰۰۰
ظرفیت طراحی: ۰/۰۲ ترابیت بر ثانیه (۱۹۹۹)، ۰/۹۶ ترابیت بر ثانیه (۲۰۰۷)، ۱/۲۸ ترابیت بر ثانیه (۲۰۰۹)، ۴/۶ ترابیت بر ثانیه (۲۰۱۵)
حداکثر ظرفیت: ۲/۳ ترابیت بر ثانیه (هر یک جفت فیبر)
صاحبـ(ـان): کنسرسیوم
وب‌گاه(ها): http://www.smw3.com و http://www.seamewe3.net

## محل‌های گذرگاه کابل

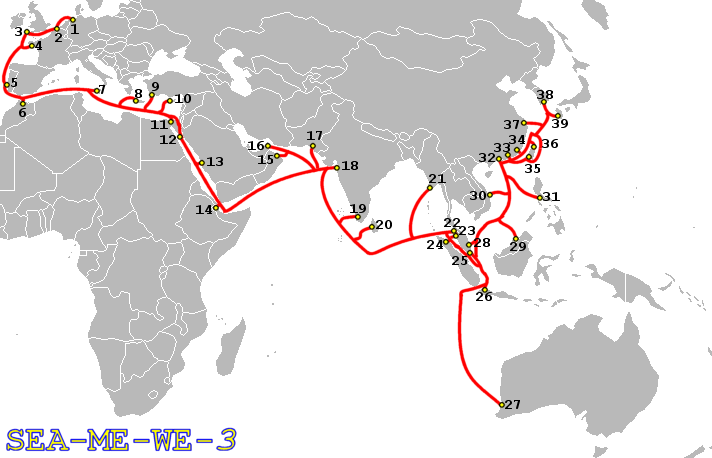

۳۹ گذرگاه کابل این مسیر شامل نقاط زیر هستند:
1. نوردن (فریزیای شرقی)، آلمان
2. اوستنده، بلژیک
3. گرونهیلی داونز، بریتانیا
4. پانمارش، فرانسه
5. سزیمبرا، پرتغال
6. تطوان، مراکش
7. ماتزارا دل ولو، ایتالیا
8. خانیا، یونان
9. مارماریس، ترکیه
10. جروسکیپو، قبرس
11. اسکندریه، مصر
12. سوئز، مصر
13. جده، عربستان سعودی
14. شهر جیبوتی، جیبوتی
15. مسقط، عمان
16. فجیره، امارات متحده عربی
17. کراچی، پاکستان
18. بمبئی، هند
19. کوچی، هند
20. دهیوالا-ماونت لاوینیا، سری‌لانکا
21. پیاپون، میانمار
22. ساتون، تایلند
23. پنانگ، مالزی
24. مدان، اندونزی
25. تواس، سنگاپور
26. جاکارتا، اندونزی
27. پرت، استرالیا
28. مرسینگ، مالزی
29. گادونگ آ، برونئی
30. دانانگ، ویتنام
31. باتانگا، فیلیپین
32. تایپا، ماکائو
33. خلیج دیپ واتر، هنگ کنگ
34. شانتو، چین
35. فانشن، پینگتانگ، تایوان
36. توشنگ، تایوان
37. شانگهای، چین
38. گئوجه، کره‌جنوبی
39. استان اوکیناوا، ژاپن

## تاریخچه
در دسامبر ۱۹۹۴ یادداشت تفاهمی بین ۱۶ کشور برای توسعه مسیر SEA-ME-WE 3 بین اتحادیه اروپا و سنگاپور امضا شد. در نوامبر ۱۹۹۶ تفاهم‌نامه‌های دیگری برای ادامه این مسیر از سنگاپور تا خاور دور و استرالیا امضا شدند. در نهایت در ژانویه ۱۹۹۷ توافق تعمیر و نگهداری این مسیر توسط ۹۲ شرکت حامل (Carriers) بین‌المللی امضا شد. تا پایان سال ۲۰۰۰ اجرای کل مسیر این کابل به پایان رسید.

## قطعی کابل
انتقال داده‌ها از این مسیر، بارها به دلایل گوناگون از جمله از کار افتادگی در نقاط مختلف در سال‌های ۲۰۰۵، ۲۰۱۳، ۲۰۱۵ و ۲۰۱۶، زمین‌لرزه سال ۲۰۰۶ تایوان، برخورد با لنگر کشتی در اسکندریه مصر در سال ۲۰۰۸ دچار مشکل شده‌است.

## جاسوسی
در اوت سال ۲۰۱۳، پر تیراژترین روزنامه آلمانی زوددویچه تسایتونگ فاش کرد که اتحادیه‌ای از آژانس‌های اطلاعاتی کشورهای غربی و آسیایی از این مسیر برای شنود الکترونیک استفاده می‌کنند و این مسیر برای آن‌ها نقش حیاتی دارد. بر اساس افشاگری‌های جاسوسی گسترده (از سال ۲۰۱۳ تا کنون) به وسیله ادوارد اسنودن، ستاد ارتباطات دولت بریتانیا (GCHQ) بیشترین تلاش برای شنود از این مسیر را داشته که این کار با پشتیبانی آژانس امنیت ملی ایالات متحده آمریکا انجام می‌شود. در پی این افشاگری، رسانه‌های استرالیایی فاش کردند که اداره سیگنال‌های استرالیا نیز در عملیات رهگیری کابل‌های زیردریایی مشارکت دارد و حجم زیادی از داده‌های رهگیری شده را با بریتانیا و آمریکا به اشترک می‌گزارد. روزنامه  دی ایج نوشت که فعالیت‌های رهگیری استرالیایی با کمک بخش امنیت و اطلاعات سنگاپور انجام می‌شود.
یک پیمان اشترک‌گذاری اطلاعاتی بین سنگاپور و استرالیا به تمام کشورهای فایو آیز امکان می‌دهد که به مسیر سوم SEA-ME-WE-3 دسترسی پیدا کنند.

## مسیر SEA-ME-WE 2
مسیر SEA-ME-WE 3 بر پایه مسیر کوتاه‌تر SEA-ME-WE 2 که پیشتر موجود بود ایجاد شده‌است. در هنگام آغاز به کار این خط در ۱۸ اکتبر ۱۹۹۴، SEA-ME-WE 2 با ۱۸،۷۵۱ کیلومتر درازا، طولانی‌ترین کابل فیبر نوری زیردریایی جهان بود. این کابل از دو جفت فیبر نوری تک حالته تشکیل شده که ۱۲/۱ گیگابیت بر ثانیه (۲۵۶۰ مگابیت برثانیه) سرعت آن است. این مسیر ۹ شاخه و ۱۵۱ تکرارکننده دارد.

### کشورهای متصل
- کشورهای مشترک
- پاکستان
- سنگاپور
- اندونزی
- میانمار
- سری‌لانکا
- هند
- عربستان سعودی
- جیبوتی
- مصر
- تونس
- الجزایر
- ترکیه
- قبرس
- ایتالیا
- فرانسه

### ویژگی‌ها
نوع کابل: فیبر نوری
پیش از: SEA-ME-WE 3
پس از: SEA-ME-WE
تاریخ پایان ساخت: اکتبر ۱۹۹۴
ظرفیت طراحی: ۱/۱۲ گیگابیت بر ثانیه
حداکثر ظرفیت: ۰/۵۶ گیگابیت بر ثانیه (هر یک جفت فیبر)
پایان بهره‌برداری: اکتبر ۲۰۰۶
صاحبـ(ـان): کنسرسیوم (۵۲ مشترک)

## مسیر SEA-ME-WE
مسیر SEA-ME-WE در سال ۱۹۸۵ با ظرفیت ۲۵/۱۲ مگا هرتز آغاز به کار کرد. استفاده این سیستم که از فناوری سیگنال آنالوگ کابل مس استفاده می‌کرد در ژوئن ۱۹۹۹ پایان یافت.